# 瑞姆辛一世
瑞姆辛一世（约公元前1822年—约公元前1763年在位）（英語：Rim-Sin I）拉尔萨国王。在位60年。他征服伊辛。最后，拉尔萨于约公元前1768年为马里（兹姆·里姆领导下）和巴比伦（汉谟拉比领导下）的联军占领。